# Computer Modern
 (août 2013).
Si vous disposez d'ouvrages ou d'articles de référence ou si vous connaissez des sites web de qualité traitant du thème abordé ici, merci de compléter l'article en donnant les références utiles à sa vérifiabilité et en les liant à la section « Notes et références ».
Computer Modern est une famille de polices de caractères utilisée par défaut dans les systèmes de composition de document TeX. Elle a été créée par Donald Knuth à l'aide du programme Metafont, et a été mise à jour pour la dernière fois en 1992. Elle a été remplacée en 2008 par CM-Super (Computer Modern-super). Cette dernière fut enrichie par CM-LGC qui prend en charge le latin, le grec et le cyrillique, et dont la dernière publication date de 2005. Ces deux familles CM-Super et CM-LGC sont fournies dans TeX Live, une distribution moderne de TeX.
Les polices de caractères Computer Modern sont décrites en détail (incluant le code source) dans Computer Modern Typefaces, volume E de la série Computers and Typesetting.
Comme son nom l'indique, Computer Modern est une famille de polices de caractères moderne ou Didone, avec un fort contraste entre les éléments épais, des déliés d'une extrême finesse et une hampe parfaitement verticale. En particulier, Computer Modern est fondée sur Monotype Modern 8a et, comme son modèle, elle a un œil grand comparé aux parties ascendantes et descendantes.

Exemple

L'une des originalités de Computer Modern est d'être une famille complète de polices de caractères conçue avec Metafont. Les sources de Computer Modern sont réglées par 62 paramètres, contrôlant la hauteur et la largeur de différents éléments, la présence d'empattements ou de chiffres elzéviriens, si les points sur les i sont ronds ou carrés, le degré des courbes de Lamé des pleins des lettres minuscules telles que le g et le o. Computer Modern n'est pas la seule police conçue avec Metafont mais c'est de loin la plus mûre et la plus utilisée.
Les progrès dans le domaine de l'impression réduisent l’intérêt des systèmes de rastérisation tels que Metafont produisant une version bitmap de la police à partir de sa définition. Les polices vectorielles sont généralement préférées maintenant. Computer Modern fut, dans un premier temps, transformée en fonte PostScript type 3 par BluSky inc. en 1988 puis en type 1 en 1992 pour inclure le hinting. La version type 1 a depuis été donnée à l'American Mathematical Society qui la distribue librement sous Open Font License. On peut la trouver dans la majorité des distributions de TeX. Des polices alternatives à l'original Metafont Computer Modern existent telles que BaKoMa ou Latin Modern. La version de Latin Modern qui est maintenue par Bogusław Jackowski et Janusz M. Nowacki est devenue un standard dans la communauté TeX et est réalisée à l'aide de METATYPE1 (en).